# فرنتس شوش
فرنتس شوش (مجاری: Soos Ferenc؛ زادهٔ ) یک بازیکن تنیس روی میز اهل مجارستان است. 
وی در مسابقات کشوری و بین‌المللی در مجموع برنده ۴ مدال طلا، ۴ مدال نقره، ۴ مدال برنز شده‌است.